# Kōhei Uchimura
Kōhei Uchimura (内村 航平, Uchimura Kōhei, Kitakyūshū, 3 de gener de 1989) és un gimnasta artistic japonès. Ha estat set cops medallista olímpic (exercici complet individual i per equips i exercici de terra), guanyant tres medalles d'or i quatre de plata, i vint-i-un cop medallista del món (exercici complet individual i per equips, terra, barra faixa i barres paral·leles).
Uchimura ja era considerat per molts en l'esport com el millor gimnasta de tots els temps després del seu èxit als Jocs Olímpics d'Estiu de 2012 a Londres, però posteriorment va consolidar encara més la seva posició seguint aquesta actuació allà amb victòries addicionals i ininterrompudes a tots les grans competicions durant el següent cicle olímpic fins a la seva victòria individual amb la medalla d'or als Jocs Olímpics d'Estiu de 2016 a Rio de Janeiro. És conegut per ser el primer gimnasta (masculí o femení) en guanyar tots els títols més importants en un cicle olímpic sencer, aconseguint aquesta gesta dues vegades en guanyar sis mundials (2009-2011 i 2013-2015) i dos títols individuals olímpics (Jocs Olímpics de Londres 2012 i Jocs Olímpics de Rio 2016). Uchimura també és medalla de plata individual als Jocs Olímpics d'Estiu de 2008 a Pequín. És conegut per oferir rutines difícils i executades amb precisió. International Gymnast Magazine havia elogiat les seves habilitats com una "combinació d'una dificultat tremenda, una consistència suprema i una elegància extraordinària".

## Primers anys de vida i carrera
Uchimura va néixer a Kitakyushu, prefectura de Fukuoka, i va començar la gimnàstica als 3 anys al club esportiu dels seus pares a la prefectura de Nagasaki. Els seus pares, Kazuhisa i Shuko Uchimura, eren tots dos gimnastes competitius. Als 15 anys, es va traslladar a Tòquio per entrenar amb el medallista d'or d'Atenes Naoya Tsukahara. La seva germana petita Haruhi Uchimura també és gimnasta. Kōhei Uchimura va declarar sobre les seves creences: "No crec en Déu. Mai he tingut amulets de la sort. Tot en què crec és en la pràctica." En la seva primera competició internacional, la International Junior Competition de 2005 al Japó, va competir fora de la competició oficial.

## Carrera sènior

### 2007
Uchimura es va unir a la selecció japonesa el 2007. Va fer el seu debut sènior a la Copa del Món de París 2007 al març, un esdeveniment internacional important. Aquí va guanyar el bronze al salt i va quedar novè al terra. A l'agost, va guanyar l'or per equips i al terra i el bronze al salt a la Universiada d'estiu de 2007 a Bangkok. Als campionats nacionals del Japó a l'octubre, va ocupar el 7è lloc a l'exercici complet. Un mes més tard, a l'esdeveniment internacional "Good Luck Beijing", va guanyar la plata amb l'equip japonès i va col·locar el 7è a l'exercici de terra.

### 2008
Uchimura va començar la temporada 2008 guanyant l'or a l'exercici de terra a la Copa del Món de Tianjin al maig.
Més tard aquell estiu, va ser seleccionat per representar el Japó als Jocs Olímpics de Pequín de 2008 com a membre de la selecció nacional. Als Jocs Olímpics, va contribuir a la plata per equips competint a terra, salt, paral·leles i barra fixa. Es va classificar per a la final, on va guanyar la medalla de plata. La seva victòria al segon lloc darrere del xinès Yang Wei va donar al Japó la seva primera medalla olímpica en l'esdeveniment en 24 anys. Va obtenir la nota més alta d'aquella trobada al terra amb 15.825 i va tenir una rutina de barra fixa espectacular (Kolman, Kovacs piquejat). També es va classificar per a la final de terra, on va quedar cinquè.
Als campionats nacionals japonesos d'aquell any, el jove Uchimura, de 19 anys, va obtenir les puntuacions més altes en els exercicis de terra i cavall amb arcs en el camí de guanyar el seu primer títol nacional. Va ser el primer adolescent en 12 anys en guanyar el títol nacional masculí japonès.

### 2009
A l'octubre de 2009, Uchimura va competir al Campionat del Món de 2009, on va dominar tant les classificacions com la final. Va guanyar el títol global per un marge de 2,575 punts per davant de Daniel Keatings, marcant les millors puntuacions per a terra, anelles, salt i barra fixa. Uchimura també es va situar quart al tarre i sisè a la barra fixa.
Va aparèixer a la portada del número de desembre de 2009 d'International Gymnastics Magazine que es titulava "Uchimura rules" (Uchumura mana).

### 2010

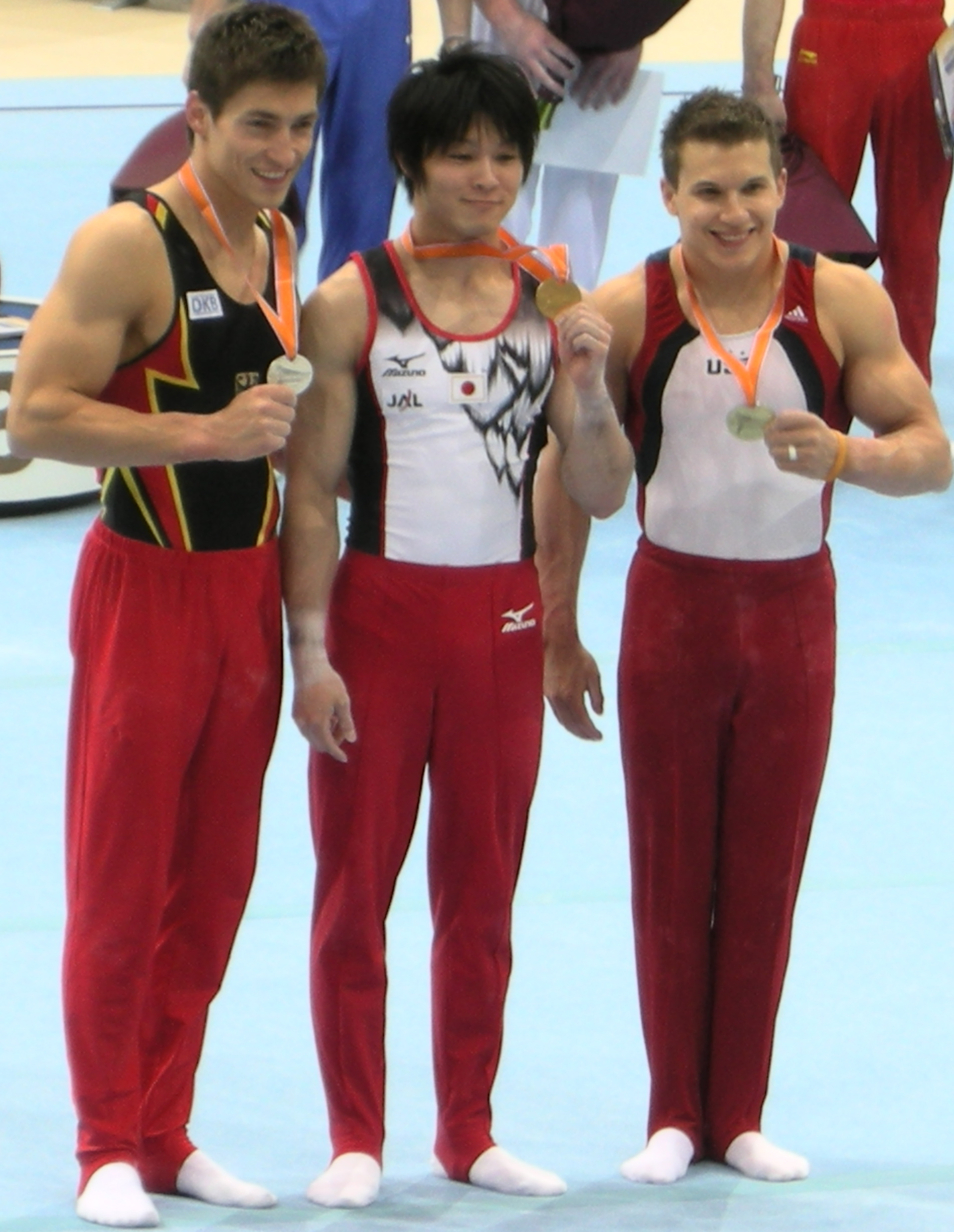
Philipp Boy (esquerra), Uchimura (centre) i Jonathan Horton (dreta) el 2010

A l'octubre de 2010, Uchimura va tornar al Campionat del Món de 2010 com a membre de la selecció japonesa. Com l'any anterior, va dominar les classificacions generals i les finals, guanyant el seu segon títol consecutiu de l'exercici complet amb un marge de 2,251 punts per davant de Philipp Boy. A la final, va aconseguir la màxima puntuació del dia a terra i la nota d'execució més alta (9,666) per a un Yurchenko de 2½ girs al salt. També va contribuir a la medalla de plata per equips del Japó competint a la final per equips en tots els esdeveniments excepte en anelles. Es va classificar per a dues finals d'aparells, guanyant la plata al terra i el bronze a les paral·leles.

### 2011

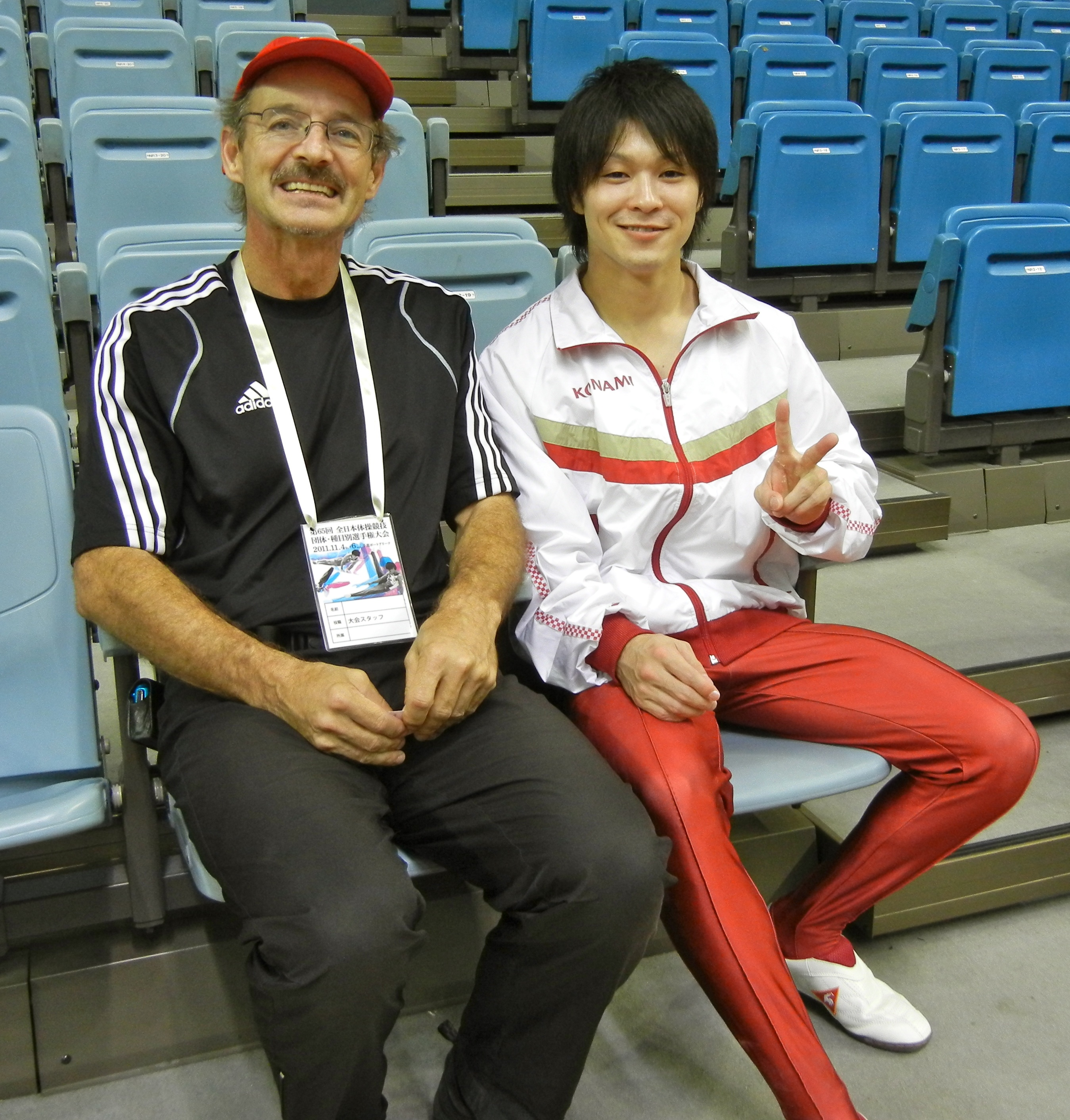
Kōhei Uchimura (a la dreta) i Rick McCharles als Campionats de Gimnàstica del Japó 2011

El 14 d'octubre de 2011, Uchimura va guanyar la final per tercera vegada als Campionats del Món de 2011 a Tòquio, Japó. Amb una puntuació de 93.631 punts, Uchimura va guanyar per un marge de 3.101 punts, aproximadament el mateix marge que separava el 2n i el 14è lloc. No només es va convertir en el primer gimnasta masculí que guanyava tres títols generals, sinó també en el primer gimnasta, masculí o femení, en guanyar tres títols consecutius.
Durant la final de l'exercici complet, Uchimura va registrar la puntuació més alta en quatre dels sis aparells: exercici de terra, anelles, barres paral·leles i cavall amb arcs (va empatar a la puntuació més alta en cavall amb arcs). Uchimura també es va classificar per a cinc de les sis finals d'aparells individuals, totes excepte el salt. Va guanyar la seva primera medalla d'or al Campionat del Món a l'exercici de terra, així com una medalla de bronze a la barra fixa i la medalla de plata amb l'equip japonès.
Als Mundials de 2011, Uchimura també va guanyar el premi Longines a l'elegància juntament amb la romanesa Ana Porgras. El premi es lliura a cada Campionat del Món a les gimnastes masculines i femenines que demostrin "la més notable elegància". Els guanyadors van ser declarats per unanimitat per un jurat, on tant Uchimura com Porgras van rebre un trofeu, un rellotge Longines i 5.000 dòlars americans. Uchimura estava especialment satisfet de guanyar aquest premi, ja que col·lecciona rellotges.
El novembre de 2011, Uchimura va guanyar 4 medalles d'or al 65è Campionat del Japó. A més del títol per l'exercici complet, també va recollir títols a la meitat dels aparells: exercici de terra, cavall amb arcs i barra fixa.

### 2012
Uchimura va competir als Jocs Olímpics de 2012 a Londres i va caure diverses vegades en les classificacions, cosa que el va situar en el novè lloc del grup de classificació per a la final individual. A la final de gimnàstica per equips masculins, Uchimura va caure del cavall amb arcs durant el seu desmuntatge. Els entrenadors japonesos van apel·lar al marcador en aquesta actuació, ja que va aterrar de peu i van considerar que hauria d'haver comptat com un desmuntatge total, tot i que amb una gran penalització. Abans de l'apel·lació, Gran Bretanya havia d'aconseguir la plata i Ucraïna el bronze, però l'apel·lació va empènyer el total de punts del Japó per assegurar la plata, cosa que va empènyer Gran Bretanya al bronze.
A la final masculina, Uchimura va dominar la competició i va guanyar la medalla d'or amb una puntuació de 92.690. També va guanyar la medalla de plata a la final de la prova d'exercici de terra amb una puntuació de 15.800, gràcies al procediment de desempat. Es va activar automàticament a causa de la seva segona puntuació combinada més alta a la final empatant la de Denis Ablyazin de Rússia, que sí que va tenir la puntuació de dificultat més alta, 7,1, entre tots els finalistes. Malauradament per ell, quan hi hagi empat, el gimnasta amb la puntuació d'execució més alta es posava per davant, que va ser Uchimura que va registrar la puntuació d'execució més alta de 9.100 a la final.

### 2013
Durant les classificacions, Uchimura va dominar, obtenint un total total de 91.924, que era 2.392 punts per davant del competidor més proper. Es va classificar per a la final d'exercicis de terra en tercer lloc amb un 15.333, primer per a la final de paral·leles amb 15.400 i tercer en la final de barres horitzontals amb un 15.658. Es va classificar com a reserva per a la final de cavall amb arcs amb un 15.133.
Uchimura va guanyar una quarta medalla d'or consecutiva al Campionat Mundial de Gimnàstica Artística de 2013 a Anvers. Uchimura va acabar amb 91.990 punts, gairebé dos punts per davant del següent competidor més proper. Uchimura també va guanyar medalles de bronze en exercici de terra (15.500) darrere del debutant japonès de 17 anys Kenzō Shirai (16.000) i Jacob Dalton dels Estats Units (15.600), i la barra horitzontal (15.633) darrere d'Epke Zonderland dels Països Baixos (16.000) i Fabian Hambüchen d'Alemanya (15.933), així com una medalla d'or per a paral·leles (15.666). El seu total de quatre medalles individuals és el nombre més alt de medalles que ha guanyat Uchimura en un únic Campionat del Món.

### 2014
El 9 d'octubre de 2014, Uchimura va tornar a fer història, guanyant un cinquè rècord consecutiu al campionat del món a Nanning. Va sumar 91,965 punts, 1,492 punts per sobre del britànic Max Whitlock per aconseguir el títol.
També va guanyar la plata en barra horitzontal superat per Epke Zonderland (Països Baixos) que va guanyar l'or i Marijo Možnik (Croàcia) que es va emportar el bronze.

### 2015
El 30 d'octubre de 2015, Uchimura va guanyar el seu sisè títol de campionat mundial de gimnàstica. Uchimura va obtenir un total de 92.332, més d'1,6 punts per davant de l'adolescent cubà Manrique Larduet i el xinès Deng Shudi.
Uchimura va començar a terra amb 15.733, per liderar a Deng per 0.600 després de la primera rotació. Al cavall amb arcs va sumar 15.100, 14.933 a les anelles, 15.633 al salt, 15.833 a les paral·leles i va acabar a la barra fixa amb 15.100, un aparell en que havia caigut pocs dies abans en la competició per equips.
També va guanyar la final de la barra fixa amb una puntuació de 15.833 per davant de Danell Leyva i Manrique Larduet.
Però el que va ser encara més significatiu, Uchimura va portar el Japó a la victòria en l'esdeveniment per equips on es va imposar a Gran Bretanya i la Xina. Aquest va ser el seu primer or per equip des del Campionat d'Estrasburg de 1978.

### 2016

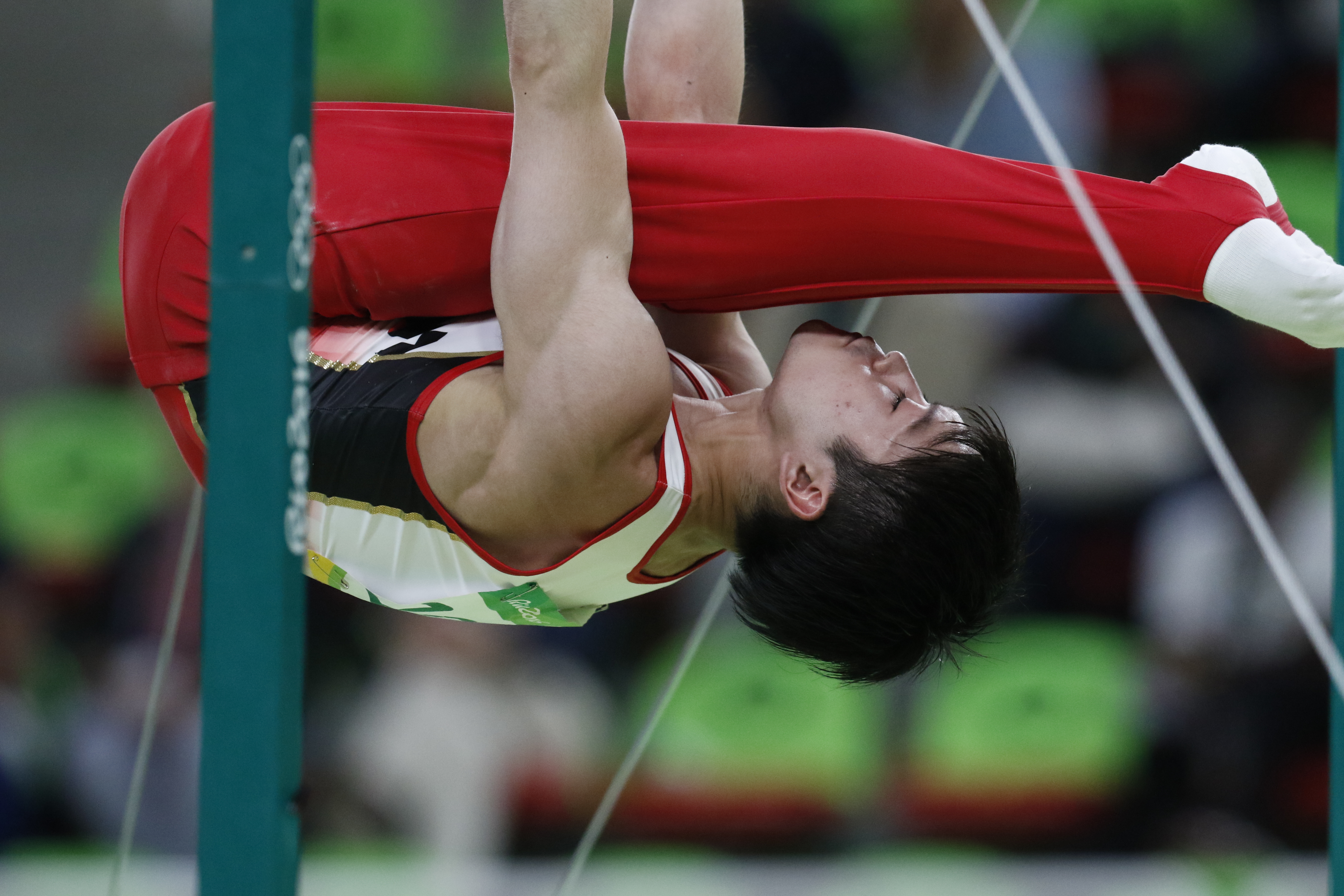
Uchimura als Jocs Olímpics de Rio 2016

Uchimura va competir als Jocs Olímpics d'Estiu de 2016 a Rio de Janeiro. A la final de l'equip masculí, el capità de l'equip Uchimura va liderar als japonesos per guanyar la medalla d'or per equips amb una puntuació total de 274.094, recuperant el títol per al Japó i la primera vegada des dels Jocs Olímpics d'Estiu de 2004 a Atenes.
Dos dies després de la final de l'esdeveniment per equips, Uchimura va defensar la seva medalla d'or individual (IAA) amb una puntuació total de 92,365, convertint-se en el primer gimnasta en 44 anys en guanyar dos ors individuals consecutius als Jocs Olímpics. Amb la seva medalla de plata individual dels Jocs Olímpics d'Estiu de 2008 a Pequín, també es va convertir en el segon home de la història després del seu compatriota Sawao Kato, que també va guanyar dos ors i una plata a la competició individual individual a la Ciutat de Mèxic de 1968., Jocs Olímpics de Múnic de 1972 i Mont-real de 1976, per guanyar una medalla a la prova individual masculina en tres Jocs Olímpics. El seu marge de victòria sobre el medallista de plata Oleg Vernyayev d'Ucraïna va ser extremadament reduït amb només 0,099, menys d'una deducció petita en l'aterratge en termes de puntuació de gimnàstica.

### 2017
Als Campionats del Món de Gimnàstica Artística de Mont-real de 2017, la seva ratxa de campió mundial que va començar el 2009 va acabar quan es va lesionar el turmell en aterrar al salt en la classificació, obligant-lo a retirar-se.
Això va fer que la seva llarga ratxa de victòries als campionats del món i als Jocs Olímpics es trenqués inesperadament per l'única vegada des que va començar guanyant el primer dels seus sis títols de campionat mundial el 2009 i va continuar durant dos cicles olímpics complets (aproximadament 8 anys) fins al seu segon títol olímpic el 2016. Aquesta també va ser la primera vegada en 9 anys des d'abans del 2008 que no va guanyar medalles de plata i/o d'or, en una de les principals competicions de la FIG: els Jocs Olímpics o els Campionats del Món.

### 2018
Entre el 25 d'octubre i el 3 de novembre de 2018, Uchimura va competir al Campionat del Món de Gimnàstica Artística 2018 a Doha, però en un programa reduït. Durant la final per equips, havia ajudat l'equip japonès a aconseguir la medalla de bronze darrere del campió per equips, la Xina, i el subcampió, Rússia, aportant puntuacions a quatre aparells: cavall amb arcs (14.133), anelles (14.200), barres paral·leles (14.500) i barra fixa (14.400). Uchimura també es va classificar per a la final de la prova individual a la barra horitzontal, guanyant la medalla de plata amb una puntuació de 14.800 darrere del campió olímpic de la barra de 2012, Epke Zonderland dels Països Baixos, que va tenir un 15.100.

### 2020/2021
Amb 32 anys, Uchimura es va classificar per als Jocs Olímpics d'Estiu de 2020 a Tòquio, Japó, els seus quarts Jocs Olímpics, a casa, com a especialista en aparells a la barra horitzontal després que un desempat en el procés de selecció va jugar al seu favor. Abans havia expressat que encara podria contribuir positivament a l'equip japonès, però potser ja no amb el tipus de requisits físics extenuants que són necessaris per a un gimnasta polivalent.
Als Jocs Olímpics, Uchimura no es va classificar per a la final de barra horitzontal, ja que va quedar 20è després d'un error a la ronda de classificació i es va saltar l'aparell de barres paral·leles. L'eventual medallista d'or a les finals individuals i de barra horitzontal (que sembla ser l'hereu aparent d'Uchimura) va ser Daiki Hashimoto, també japonès, que als 19 anys es va convertir en el segon gimnasta més jove del Japó amb la medalla d'or (per només uns dies darrere de Kenzō Shirai), i el gimnasta individual més jove amb medalla d'or de la història olímpica.
Del 18 al 24 d'octubre de 2021, a Kitakyushu, Japó, Uchimura, el més gran amb 32 anys, 9 mesos i 21 dies, va ser seleccionat com a part de l'equip del campionat del món japonès per competir en aparell individual de barra horitzontal horitzontal. Es va classificar en cinquè lloc amb una puntuació de 14.300 a la final de l'esdeveniment on va acabar en sisena posició amb una puntuació de 14.600.

## Història competitiva
Uchimura ha guanyat almenys una medalla en tots els campionats mundials i els Jocs Olímpics des del 2008, excepte el 2017, on es va lesionar el turmell esquerre després d'acabar només 3 de les 6 rutines en la classificació individual individual al Campionat del Món de 2017, que van acabar bruscament amb la ratxa de 8 anys de victòries en un regnat de dos cicles olímpics complets com a campió mundial i olímpic, i es va "retirar" (WD) de l'esdeveniment. En el seu retorn del 2018, Uchimura encara havia de recuperar completament la seva forma superior anterior i les maneres de guanyar en termes de nivell de condició física i preparació. A més, els seus resultats al Campionat del Món de 2018 van reflectir que, mentre competia amb un calendari reduït, i en només una final d'esdeveniment individual, va contribuir amb diverses rutines a la puntuació final de l'equip japonès, que li va guanyar el bronze en equips i la plata a la final de l'aparall de barra horitzontal. Tanmateix, la ratxa de victòries olímpiques d'Uchimura va ser igualment incerta a causa de la pandèmia de COVID-19, que va provocar l'ajornament dels Jocs durant un any.
| Any                                                       | Competició                                           | Exercici complet     | Exercici complet | Aparells individuals | Aparells individuals | Aparells individuals | Aparells individuals | Aparells individuals | Aparells individuals           | Notes |
| Any                                                       | Competició                                           | Equip                | Individual (IAA) | FX                   | PH                   | SR                   | VT                   | PB                   | HB                             | Notes |
| --------------------------------------------------------- | ---------------------------------------------------- | -------------------- | ---------------- | -------------------- | -------------------- | -------------------- | -------------------- | -------------------- | ------------------------------ | ----- |
| 2007                                                      | Universíade d'estiu a Bangkok, Thailand              | 1                    |                  | 1                    |                      |                      | 3                    |                      |                                |       |
| 2008                                                      | Final de la Copa del Món a Madrid, Espanya           | N/D                  | N/D              | 2                    |                      |                      |                      |                      |                                |       |
| 2008                                                      | Jocs Olímpics a Pequín, República Popular de la Xina | 2                    | 2                |                      |                      |                      |                      |                      |                                |       |
| 2009                                                      |                                                      |                      |                  |                      |                      |                      |                      |                      |                                |       |
| Campionat del Món a Londres, Anglaterra                   | N/D                                                  | 1                    | 4                |                      |                      |                      |                      | 6                    |                                |       |
| 2010                                                      |                                                      |                      |                  |                      |                      |                      |                      |                      |                                |       |
| Campionat del Món a Rotterdam, Països Baixos              | 2                                                    | 1                    | 2                |                      |                      |                      | 3                    |                      |                                |       |
| 2011                                                      |                                                      |                      |                  |                      |                      |                      |                      |                      |                                |       |
| Campionat del Món a Tòquio, Japó                          | 2                                                    | 1                    | 1                | 5                    | 6                    |                      | 4                    | 3                    |                                |       |
| 2012                                                      |                                                      |                      |                  |                      |                      |                      |                      |                      |                                |       |
| Jocs Olímpics a Londres, Anglaterra                       | 2                                                    | 1                    | 2                |                      |                      |                      | 5/DNCF               |                      |                                |       |
| 2013                                                      |                                                      |                      |                  |                      |                      |                      |                      |                      |                                |       |
| Campionat del Món a Anvers, Bèlgica                       | N/D                                                  | 1                    | 3                |                      |                      |                      | 1                    | 3                    |                                |       |
| 2014                                                      |                                                      |                      |                  |                      |                      |                      |                      |                      |                                |       |
| Campionat del Món a Nanquín, República Popular de la Xina | 2                                                    | 1                    |                  |                      |                      |                      |                      | 2                    |                                |       |
| 2015                                                      |                                                      |                      |                  |                      |                      |                      |                      |                      |                                |       |
| Campionat del Món a Glasgow, Escòcia                      | 1                                                    | 1                    |                  |                      |                      |                      |                      | 1                    |                                |       |
| 2016                                                      |                                                      |                      |                  |                      |                      |                      |                      |                      |                                |       |
| Jocs Olímpics a Rio de Janeiro, Brasil                    | 1                                                    | 1                    | 5                |                      |                      |                      | 10/R1                |                      | Va guanyar IAA per només 0.099 |       |
| 2017                                                      |                                                      |                      |                  |                      |                      |                      |                      |                      |                                |       |
| Campionat del Món a Mont-real, Canadà                     | N/D                                                  | WD                   |                  |                      |                      |                      |                      |                      | Lesionat al Campionat del Món  |       |
| 2018                                                      |                                                      |                      |                  |                      |                      |                      |                      |                      |                                |       |
| Campionat del Món a Doha, Qatar                           | 3                                                    |                      |                  |                      |                      |                      |                      | 2                    | programa reduït                |       |
| 2019                                                      |                                                      |                      |                  |                      |                      |                      |                      |                      |                                |       |
| Campionat del Món a Stuttgart, Alemanya                   | no va competir                                       | Més lesions          |                  |                      |                      |                      |                      |                      |                                |       |
| 2020                                                      |                                                      |                      |                  |                      |                      |                      |                      |                      |                                |       |
| Jocs Olímpics a Tòquio, Japó                              | no va competir                                       | Pandèmia de COVID-19 |                  |                      |                      |                      |                      |                      |                                |       |
| Jocs Olímpics a Tòquio, Japó                              | 2021                                                 |                      |                  |                      |                      |                      |                      |                      |                                |       |
| Jocs Olímpics a Tòquio, Japó                              | N/A                                                  | N/A                  | N/A              | N/A                  | N/A                  | N/A                  | DNCQ                 | 20                   | Com especialista en BH         |       |
| Campionat del Món a Kita-Kyūshū, Japó                     | N/D                                                  | N/A                  | N/A              | N/A                  | N/A                  | N/A                  | N/A                  | 6                    | 2n major de 2021               |       |

Als Jocs Olímpics de Londres de 2012, la puntuació d'Uchimura hauria d'haver-lo classificat per a la final de l'aparell de barres paral·leles individuals en cinquè lloc, però "no va competir a la final" (DNCF) a causa de l'estricta regla de "2 per NOC" per a les finals d'esdeveniments individuals. Per davant seu a la final hi havia els dos primers classificats: dos germans japonesos, els germans Tanaka. Als Jocs Olímpics de Rio 2016, la puntuació de la classificació d'Uchimura el va deixar com el primer reserva (R1) també a les finals individuals de barres paral·leles, però va acabar sense competir. Als Jocs Olímpics d'Estiu de 2020 a Tòquio, Uchimura va decidir que "no competia en qualificacions" (DNCQ) a l'esdeveniment de barres paral·leles individuals després de caure en les qualificacions individuals de barra horitzontal, tot i que tenia l'opció de fer-ho.

## Vida personal
Uchimura es va casar a la tardor del 2012 i té dues filles, nascudes el 2013 i el 2015. Preguntat si els ensenyaria gimnàstica, va respondre: "Si fossin nois, crec que probablement ho faria... però no entenc la gimnàstica femenina, i crec que és molt més dura". Menja només un àpat al dia i no li agraden les verdures.